# Маэво
Маэво (англ. Maewo) — остров в Тихом океане, в архипелаге Новые Гебриды. Находится в составе Республики Вануату. Административно входит в состав провинции Пенама. Альтернативное название — Аврора.

## География

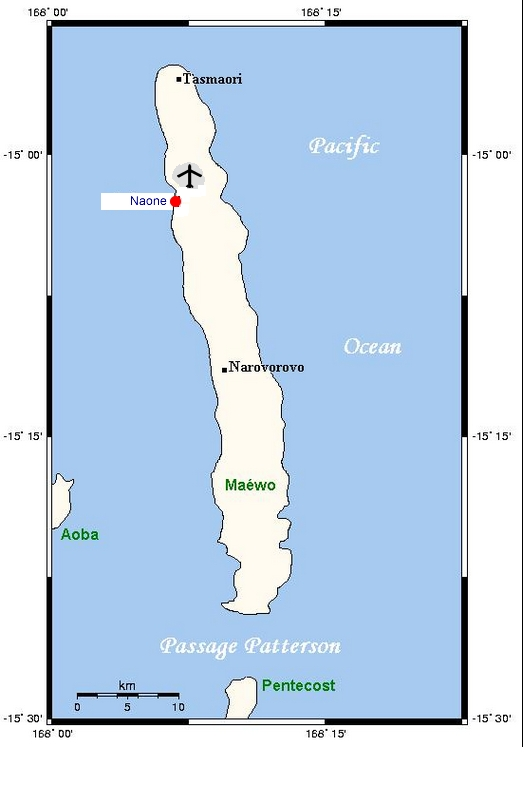
Карта острова.

Остров Маэво расположен в 105 км к востоку от острова Эспириту-Санто. Ближайший материк, Австралия, находится примерно в 1300 км.
Как и другие острова архипелага, Маэво имеет вулканическое происхождение. Длина острова составляет 57 км, ширина — 8 км. Площадь Маэво — 303,6 км². Высшая точка острова достигает 811 м.
Климат на Маэво влажный тропический. Среднегодовое количество осадков составляет около 3500 мм дождя. В году выделяются два сезона: сезон дождей, длящийся с ноября по апрель, и засушливый сезон, длящийся с мая по октябрь.
Остров подвержен частым циклонам и землетрясениям.
Маэво покрыт густой растительностью: тропическими лесами, в которых произрастают баньяны.

## История
Острова Вануату были заселены примерно 2000 лет назад в ходе миграции населения через Соломоновы острова из северо-западной части Тихого океана и Папуа — Новой Гвинеи. Колонизация островов осуществлялась в ходе длительных морских плаваний на больших каноэ, которые могли вместить до 200 человек. С собой путешественники также брали некоторых полезных животных, семена сельскохозяйственных растений, которые впоследствии стали разводиться на новых землях.
В мае 1768 года мимо Маэво проплыл французский путешественник Луи Антуан де Бугенвиль, а в 1774 году — английский путешественник Джеймс Кук, который назвал остров Авророй.
В марте 1906 года Маэво, как и другие острова Новых Гебрид, стали совместным владением Франции и Британии, то есть архипелаг получил статус англо-французского кондоминиума.
30 июня 1980 года Новые Гебриды получили независимость от Великобритании и Франции, и остров Маэво стал территорией Республики Вануату.

## Население
В 2009 году численность населения Маэво составляла 3569 человека. Главное поселение — Лакарер, расположенный на северо-западном побережье Маэво. Недалеко от деревни Наоне расположен единственный аэродром острова.
Основными языками общения на острове являются бислама, французский и английский, хотя также используются местные языки:
- баэтора (540 носителей в 1983 году),
- марино (180 носителей в 1983 году; распространён в северной части острова),
- хано (7000 носителей в 1991 году; распространён в южной части Маэво и в северной части острова Пентекост),
- центральный маэво (350 носителей в 1981 году)[8].